# District d'Ancahuasi
Au Pérou, le district d’Ancahuasi est l’un des huit districts de la province d'Anta située dans le département de Cusco.